# Compassion International
Compassion International é uma organização não governamental (ONG) internacional de ajuda humanitária cristã evangélica não-denominacional, que visa ajudar crianças pobres nos países do sul. Sua sede é em Colorado Springs, Estados Unidos.

## História
Compassion International foi fundada pelo pastor batista Everett Swanson (membro de Converge) em 1952, sob o nome de "Associação Evangélica Everett Swanson".   O pastor estava viajando para a Coreia do Sul para evangelizar soldados a convite do capelão geral do exército sul-coreano. Durante sua visita, ele viu crianças órfãs em guerra. Em 1953, ele levantou fundos e, no ano seguinte, desenvolveu um programa de apoio a órfãos.  O dinheiro arrecadado é usado para pagar comida, roupas, moradia, assistência médica regularmente e ensinamentos bíblicos para crianças.  O nome da associação mudou em 1963 para se tornar "Compaixão", com base nas palavras de Jesus de acordo com Evangelho de Mateus 15:32: "Tenho compaixão desta multidão (...). Não quero mandá-los embora com fome".
Em 2022, a Compassion International estava presente em 27 países. 

## Programas
As crianças recebem apoio nos centros de acolhimento.  A ajuda se traduz em programas de educação, alimentação e liderança cristã. 